# ماركو أنتويرب
ماركو أنتويرب (من مواليد 5 أكتوبر 1971) هو مدرب ولاعب كرة قدم ألماني، يدرب حالياً نادي كايزرسلاوترن.

## مسيرته التدريبية
في يناير 2019، أُعلن أن أنتويرب وطاقمه سيغادرون نادي بروسيا مونستر في نهاية موسم 2018-19.
تم تعيين أنتويرب مدرباً لفريق فورزبورج كيكرز في سبتمبر 2020. في 9 نوفمبر 2020، بعد أربع هزائم في الدوري، أقيل من منصبه.
أصبحت أنتويرب مدرباً لنادي كايزرسلاوترن في 1 فبراير 2021.